# Campoplex tibialis
Campoplex tibialis là một loài tò vò trong họ Ichneumonidae.